# Esquilo-da-sibéria
O esquilo-da-sibéria (Eutamias sibiricus) é uma espécie de esquilo originária das terras frias da Sibéria e do norte da Ásia. São Animais muito activos e, ao contrário de muitos roedores, são diurnos e ocupam a maior parte do dia a procurar e a armazenar comida. As tocas destes esquilos são geralmente escavadas no solo e muitas vezes têm mais de um metro de profundidade. 
Ao adotar um esquilo-da-sibéria, estes animais devem ser acomodados em gaiolas individuais, contendo um só esquilo, e devem ser o maior possível com ramos, troncos, cordas, etc. A maior autoridade na criação de esquilos-da-sibéria se encontra hoje no Brasil, contando com quase 1000 espécimes, o criador Heitor Scaff, natural de São Paulo, viaja o mundo ensinando os aspirantes a criadores à como criar corretamente estas criaturinhas.